# Poroderma
Genre
Poroderma est un genre de requins vivant autour de l'Afrique du Sud.

## Liste des espèces
Selon FishBase :
- Poroderma africanum J. F. Gmelin, 1789
- Poroderma pantherinum J. P. Müller & Henle, 1838

Selon ITIS :
- Poroderma africanum J. F. Gmelin, 1789
- Poroderma pantherinum J. P. Müller & Henle, 1838
- Poroderma variegatum J. P. Müller & Henle, 1838 (considéré par FishBase comme un synonyme de Poroderma pantherinum)

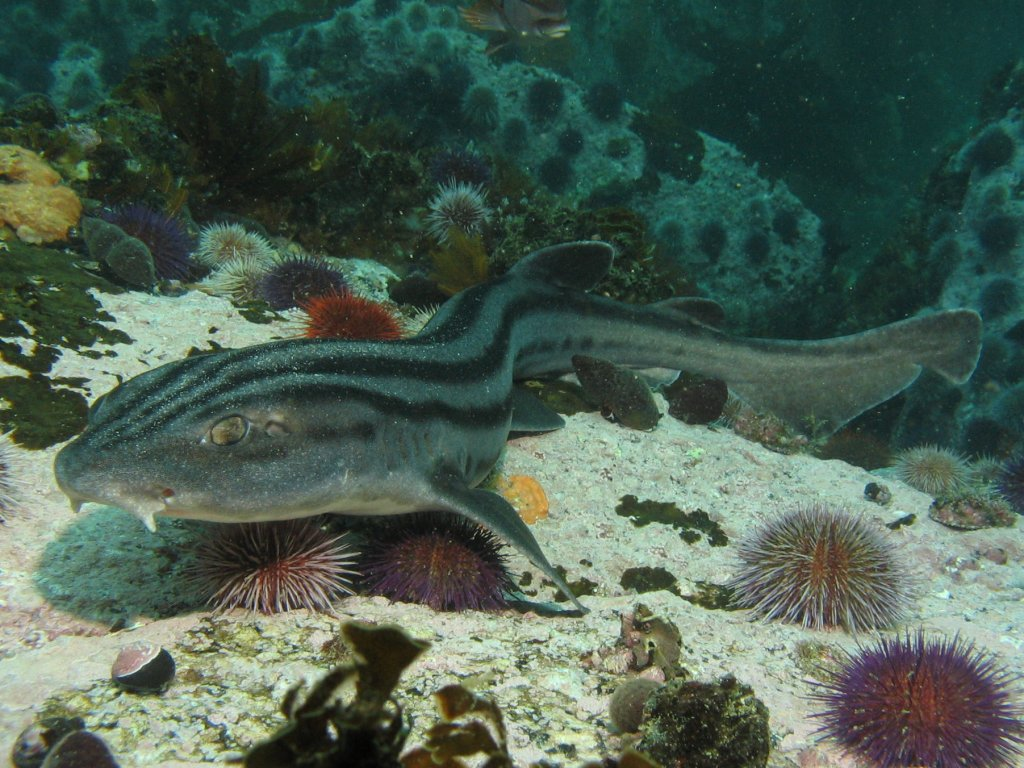
Poroderma africanum
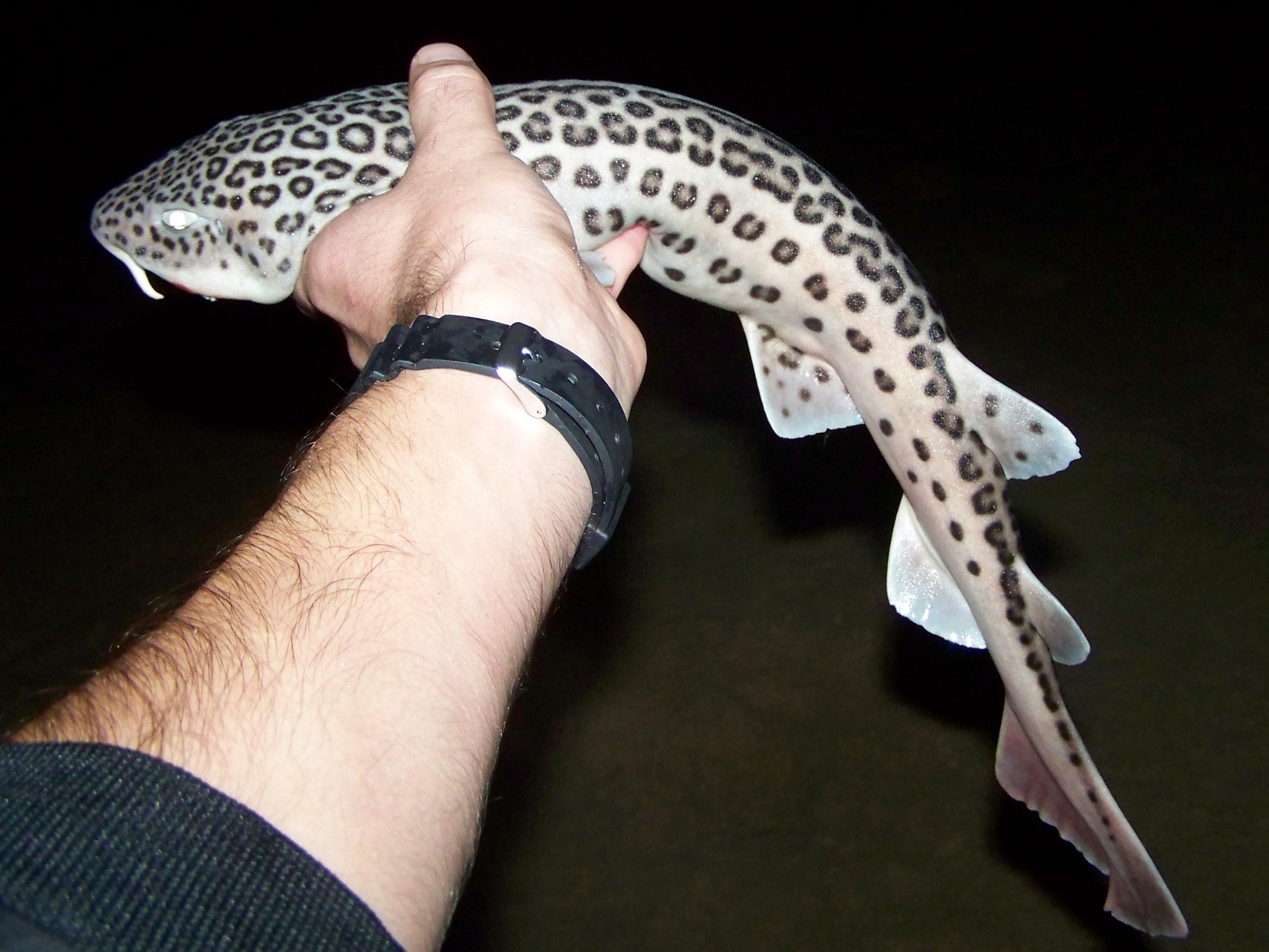
Poroderma pantherinum